# Bristol Brigand (Flugzeug)
Die Bristol Brigand war ein Erdkampfflugzeug der Bristol Aeroplane Company.

## Geschichte
Dieses Flugzeug war ursprünglich als dreisitziger Torpedobomber mit Hercules-Sternmotor geplant, der die Bristol Beaufighter ablösen sollte. Nachdem die Bristol Buckingham dies übernommen hatte, wurde der Entwurf geändert und das Flugzeug mit kurzem Rumpf, ohne Waffenturm sowie stärkerem Motor als Erdkampfbomber konzipiert. Der Erstflug des von zwei Bristol Centaurus-VII-Sternmotoren angetriebenen Prototyps (Type 164) fand am 4. Dezember 1944 statt. 1949 wurden drei Staffeln der RAF mit Brigand ausgerüstet: No. 8 Squadron in Aden im Juli 1949, No. 45 Squadron im November 1949 in Ceylon und No. 84 Squadron im Februar 1949 in Habbaniyah/Irak. 45 Squadron wurde bereits im Dezember 1949, 84 Squadron im April 1950 nach Tengah/Singapur verlegt. Dort wurden beide Staffeln zur Bekämpfung von Aufständischen in Malaya eingesetzt. Der Einsatz der Brigand endete bereits im Februar 1953, als die 84 Squadron aufgelöst wurde. Die beiden anderen Staffeln hatten bereits im Laufe des Jahres 1952 ihre Brigand abgegeben. Im Laufe des Einsatzes verlor die 8 Squadron 11, die 45 Squadron 4 und die 84 Squadron 10 Brigand, überwiegend durch Flugunfälle. 16 Maschinen, die als Brigand-Met. (Mk-3) bezeichnet wurden, fanden als Wetterflugzeug beim No. 1301 Met Flight in Negombo/Ceylon im Zeitraum Juni 1949 bis November 1951 Verwendung. Neun neugebaute Maschinen sowie eine größere Anzahl Umrüstungen aus B.1 wurden unter der Bezeichnung Brigand-T. (Mk-4) als Nachtjagd- oder Radartrainer eingesetzt. Weitere Maschinen, auch aus den neugebauten T.4, wurden umgerüstet als Bristol Brigand-T. (Mk-5) bezeichnet verwendet.

## Produktionszahlen
| Version    | Anzahl |
| ---------- | ------ |
| Prototypen | 4      |
| TF.1       | 14     |
| B.1        | 96     |
| Met.3      | 16     |
| T.4        | 9      |
| Pakistan   | 2      |
| Summe      | 141    |

| Jahr  | Anzahl |
| ----- | ------ |
| 1946  | 12     |
| 1947  | 5      |
| 1948  | 33     |
| 1949  | 70     |
| 1950  | 6      |
| 1951  | 9      |
| Summe | 135    |

## Technische Daten
| Daten                 | Kenngröße |
| --------------------- | --- |
| Besatzung             | 3 |
| Länge                 | 14,15 m |
| Spannweite            | 22,05 m |
| max. Startmasse       | 17.690 kg |
| Antrieb               | zwei Bristol-Centaurus-57-Sternmotoren mit je 2.095 kW (2.850 PS) Leistung                                                              |
| Höchstgeschwindigkeit | 567 km/h in 16.000 Fuß (4.875 Metern) Höhe                                                                                              |
| Reichweite            | 3.185 km |
| Bewaffnung            | vier 20-mm-Kanonen unter dem Rumpf und 16 Raketen in Halterungen unter den Tragflächen oder bis zu 907 Kilogramm Bomben unter dem Rumpf |

## Zwischenfälle
Derzeit zugänglich sind nur die Daten von 3 Zwischenfällen dieses Flugzeugtyps mit insgesamt 4 Todesopfern. Hier zwei davon:
- Am 2. Juli 1956 stürzte die Maschine mit dem Kennzeichen RH753 in Bemerton Heath, Salisbury in der Grafschaft Wiltshire, Großbritannien mit einer Zweierbesatzung aufgrund eines Pilotenfehlers während des Starts ab. Es gab keine Überlebenden.[3]
- Am 3. März 1956 stürzte eine Maschine dieses Typs mit dem Kennzeichen RH831 nahe dem Militärflugplatz Colerne Airfield in der Grafschaft Wiltshire, Großbritannien während einer missglückten Notlandung ab, bei der die Maschine mehrere Bäume streifte. Es gab zwei Tote, die beiden anderen Insassen überlebten.[4]